# Südasienspiele 2006/Badminton
Bei den Südasienspielen 2006 wurden vom 16. bis zum 22. August in Colombo sieben Badmintonwettbewerbe ausgetragen.

## Medaillengewinner
| Disziplin    | Gold | Silber                                                                                      | Bronze                                                                                         |
| ------------ | --- | ------------------------------------------------------------------------------------------- | ---------------------------------------------------------------------------------------------- |
| Herreneinzel | Chetan Anand | Nikhil Kanetkar                                                                             | Omar Zeeshan                                                                                   |
| Herreneinzel | Chetan Anand | Nikhil Kanetkar                                                                             | Wajid Ali Chaudhry                                                                             |
| Dameneinzel  | Trupti Murgunde | B. R. Meenakshi                                                                             | Chandrika de Silva                                                                             |
| Dameneinzel  | Trupti Murgunde | B. R. Meenakshi                                                                             | Sumina Shrestha                                                                                |
| Herrendoppel | Sanave Thomas Rupesh Kumar                                                                                                   | Thushara Edirisinghe Duminda Jayakody                                                       | Muhammad Atique Rizwan Azam                                                                    |
| Herrendoppel | Sanave Thomas Rupesh Kumar                                                                                                   | Thushara Edirisinghe Duminda Jayakody                                                       | Jishnu Sanyal Akshay Dewalkar                                                                  |
| Damendoppel  | Shruti Kurien Jwala Gutta | Aparna Balan B. R. Meenakshi                                                                | Thilini Jayasinghe Chandrika de Silva                                                          |
| Damendoppel  | Shruti Kurien Jwala Gutta | Aparna Balan B. R. Meenakshi                                                                | Nadeesha Gayanthi Rasangi Kalpana Ranatunge                                                    |
| Mixed        | Valiyaveetil Diju Jwala Gutta                                                                                                | Thomas Kurian Aparna Balan                                                                  | Thushara Edirisinghe Chandrika de Silva                                                        |
| Mixed        | Valiyaveetil Diju Jwala Gutta                                                                                                | Thomas Kurian Aparna Balan                                                                  | Waqas Ahmed Saima Manzoor                                                                      |
| Herrenteam   | Indien Chetan Anand Akshay Dewalkar Valiyaveetil Diju Nikhil Kanetkar Rupesh Kumar Thomas Kurian Jishnu Sanyal Sanave Thomas | Sri Lanka Thushara Edirisinghe Duminda Jayakody Dinuka Karunaratne Niluka Karunaratne       | Nepal Ram Singh Chaudhary Anil Kumar Lakhe Indra Mahata Pashupati Panaru Balaram Thapa         |
| Herrenteam   | Indien Chetan Anand Akshay Dewalkar Valiyaveetil Diju Nikhil Kanetkar Rupesh Kumar Thomas Kurian Jishnu Sanyal Sanave Thomas | Sri Lanka Thushara Edirisinghe Duminda Jayakody Dinuka Karunaratne Niluka Karunaratne       | Pakistan Waqas Ahmed Muhammad Atique Rizwan Azam Wajid Ali Chaudhry Zafar Tasneem Omar Zeeshan |
| Damenteam    | Indien Aparna Balan Krishna Dekaraja Oli Deka Jwala Gutta Shruti Kurien B. R. Meenakshi Trupti Murgunde                      | Sri Lanka Nadeesha Gayanthi Thilini Jayasinghe Rasangi Kalpana Ranatunge Chandrika de Silva | Nepal Samjhana Khaling Sujana Shrestha Sumina Shrestha Sara Devi Tamang Neri Thapa             |
| Damenteam    | Indien Aparna Balan Krishna Dekaraja Oli Deka Jwala Gutta Shruti Kurien B. R. Meenakshi Trupti Murgunde                      | Sri Lanka Nadeesha Gayanthi Thilini Jayasinghe Rasangi Kalpana Ranatunge Chandrika de Silva | Pakistan Ayesha Akram Asma Butt Uzma Butt Saima Manzoor Farzana Saleem                         |

## Medaillenspiegel
| Rang   | Land      | Gold | Silber | Bronze | Gesamt |
| ------ | --------- | ---- | ------ | ------ | ------ |
| 1      | Indien    | 7    | 4      | 1      | 12     |
| 2      | Sri Lanka | 0    | 3      | 4      | 7      |
| 3      | Pakistan  | 0    | 0      | 6      | 6      |
| 4      | Nepal     | 0    | 0      | 3      | 3      |
| Gesamt | Gesamt    | 7    | 7      | 14     | 28     |